# Axé (gênero musical)
O axé, ou axé music, é um gênero musical que surgiu no estado da Bahia na década de 1980 durante as manifestações populares do Carnaval de Salvador, misturando o samba-reggae, frevo, samba duro, samba afro, ijexá e outros ritmos do Candomblé, pop rock, bem como outros ritmos afro-brasileiros e afro-latinos.
Conforme definição sintética e precisa de Goli Guerreiro, a axé music é um estilo mestiço, que se origina do encontro da música dos blocos de trio com a música dos blocos afro.
No entanto, o termo "axé" é utilizado erroneamente para designar todos os ritmos de raízes africanas ou o estilo de música de qualquer banda ou artista que provém da Bahia. Sabe-se hoje, que nem toda música baiana é axé, pois lá há o samba-reggae, representado principalmente pelo bloco afro Olodum, o samba de roda, o ijexá — tocado com variações diversas por bandas percussivas de blocos afro como Filhos de Ghandi, Cortejo Afro, Ilê Aiyê,  e Muzenza, entre outros —, o pagode baiano e até uma variação de frevo, bem como o sertanejo e forró etc.
A palavra "axé" é uma saudação religiosa usada no candomblé, que significa energia positiva.
Expressão corrente no circuito musical soteropolitano, ela foi anexada à palavra em inglês "music" pelo jornalista Hagamenon Brito em 1987 para formar um termo que designaria pejorativamente aquela música dançante com aspirações internacionais.
Com o impulso da mídia, o axé music rapidamente se espalhou por todo o país (com a realização de carnavais fora de época, as chamadas micaretas), e fortaleceu-se como potencial mercadológico, produzindo sucessos durante todo o ano, tendo, como alguns dos maiores nomes, Luiz Caldas, Armandinho, Daniela Mercury, Cheiro de Amor, Ivete Sangalo, Bamda Mel, Claudia Leitte, Margareth Menezes, Sarajane, Asa de Águia, Chiclete com Banana, entre outros.
A canção We Are the World of Carnaval composta em 1988 por Nizan Guanaes especialmente para a campanha beneficente de arrecadação de fundos das Obras Sociais Irmã Dulce. Foi lançada em 28 de novembro de 1988 por um grupo de jovens artistas que estavam encabeçando o movimento de expansão do axé naquele momento, e fortaleceu o dito, novos nomes da música baiana, entre eles Margareth Menezes, Daniela Mercury, Durval Lélys e Ricardo Chaves. É considerada o hino do carnaval baiano e é sempre uma das mais executadas a cada ano no Carnaval de Salvador e nas micaretas no Brasil.
Os pioneiros do gênero foram os músicos da renomada banda Acordes Verdes, que acompanhava Luiz Caldas e eram músicos de estúdio da W.R, em Salvador. O principal arranjador do estúdio, na altura, era o compositor Alfredo Moura.

## História

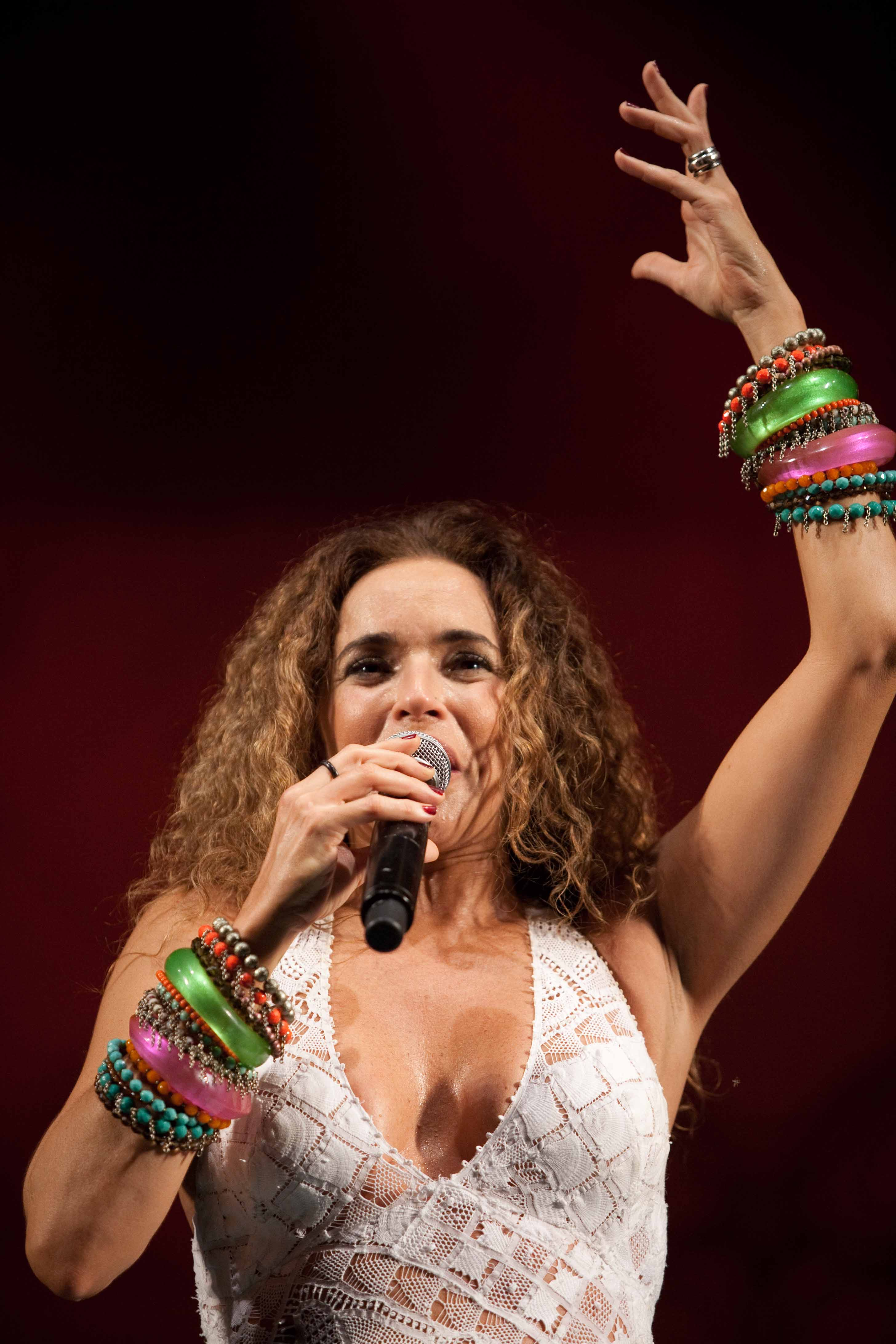
Daniela Mercury é considerada "Rainha do Axé"

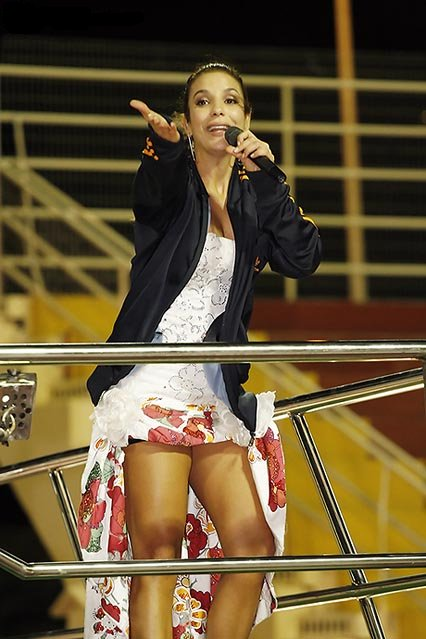
Ivete Sangalo é uma das cantoras de maior sucesso da música brasileira atualmente

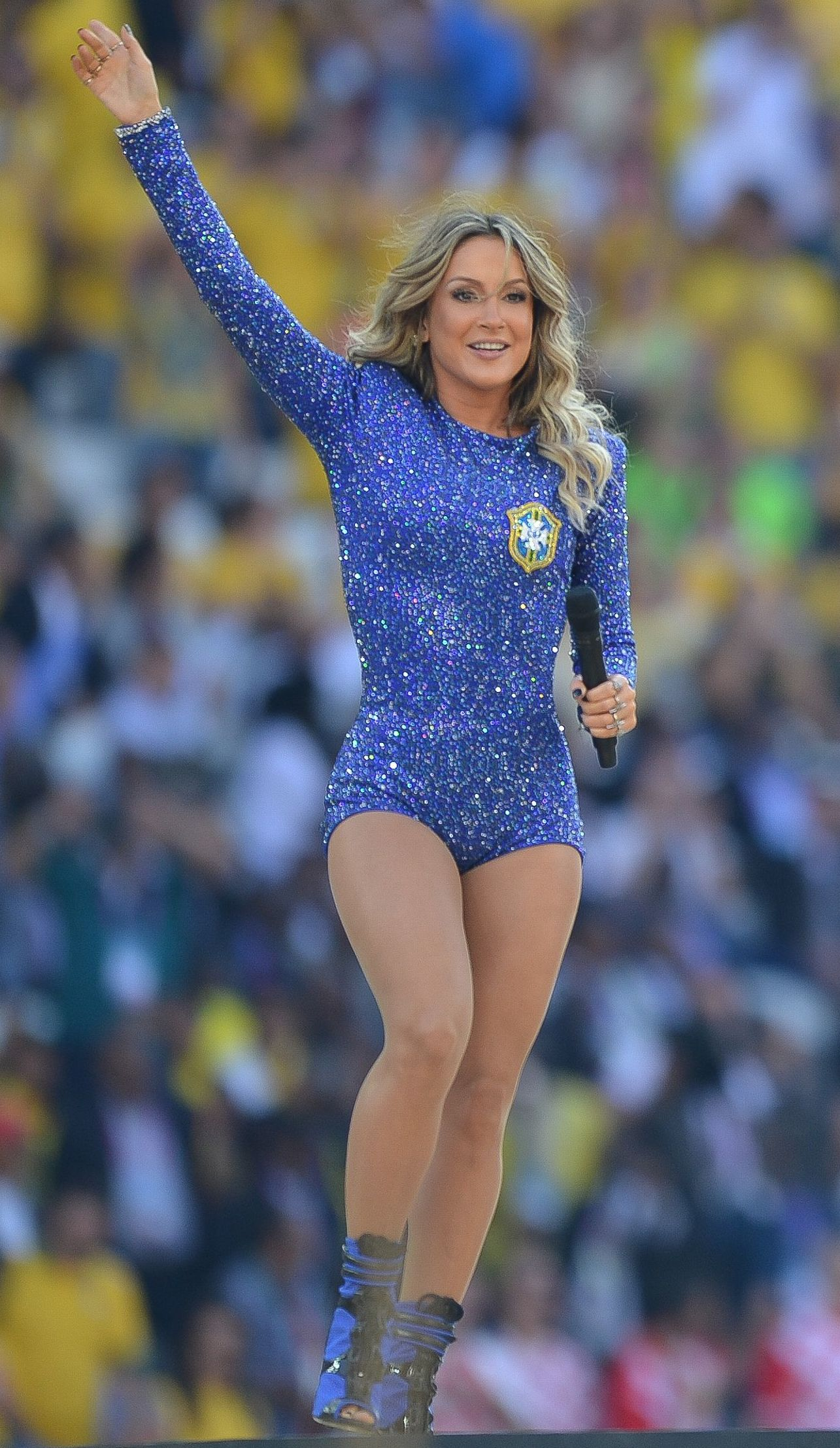
A cantora Claudia Leitte ganhou fama na banda Babado Novo, na Bahia, e adotou o axé

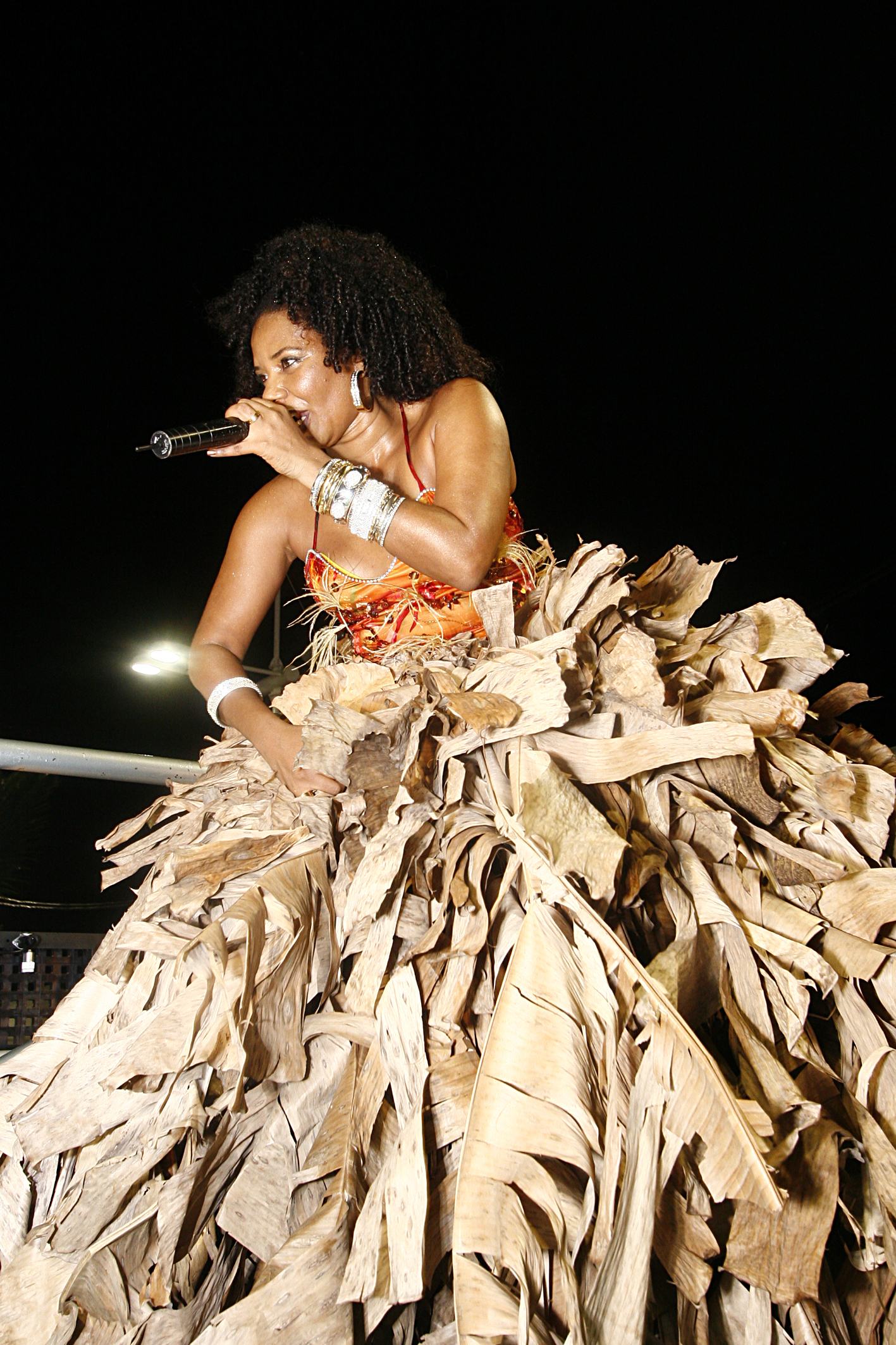
Margareth Menezes uniu o axé com ritmos afro-brasileiros em suas músicas

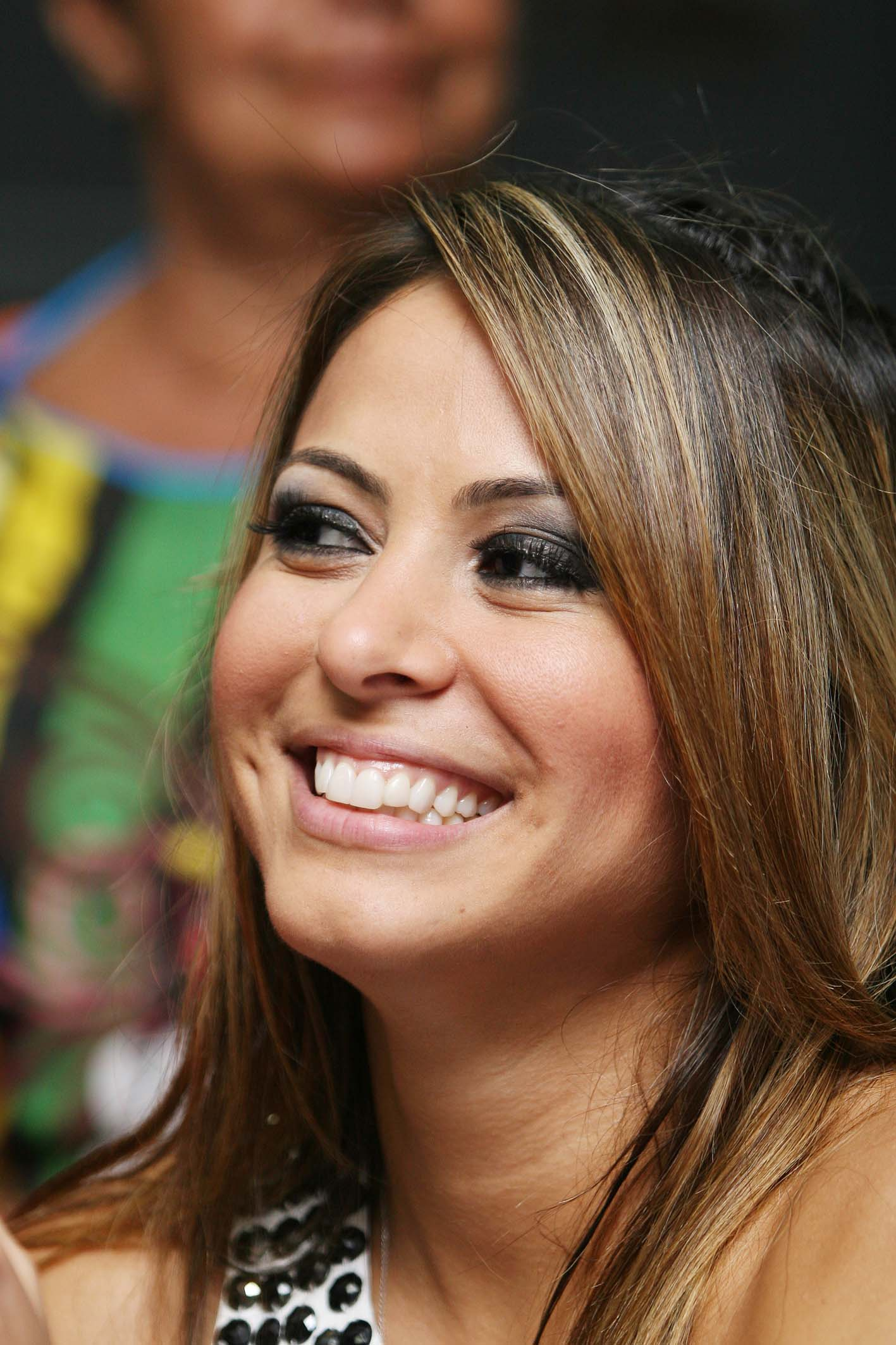
Alinne Rosa foi reconhecida pela revista norte-americana Billboard como umas das maiores cantoras de Axé no Brasil

Os pioneiros do gênero foram os músicos da renomada banda Acordes Verdes, que acompanhava Luiz Caldas e eram músicos de estúdio da W.R, em Salvador. O principal arranjador do estúdio, na altura, era o compositor Alfredo Moura.
A origem do carnaval de Salvador como conhecemos hoje estão na década de 1950, quando Dodô e Osmar começaram a tocar o frevo pernambucano em guitarras elétricas de produção própria — batizadas de guitarras baianas — em cima de uma fobica (um Ford 1929). Nascia o trio elétrico, atração do carnaval baiano para a qual Caetano Veloso chamou a atenção do país em 1975 na canção "Atrás do Trio Elétrico". Mais tarde, Moraes Moreira, dos Novos Baianos, teria a ideia de subir num trio (que era apenas instrumental) para cantar — foi o marco zero da tradição de cantores "puxando" os trios elétricos. A partir da década de 1960, paralelamente ao movimento dos trios, aconteceu o da proliferação dos blocos afro: Filhos de Gandhi (do qual Gilberto Gil faz parte), Badauê, Ilê Aiyê, Muzenza, Araketu e Olodum. Eles tocavam ritmos afro como o ijexá e o samba (utilizando alguns instrumentos musicais da percussão, comuns nas baterias das escolas de samba do Rio de Janeiro).
A axé music propriamente dita nasceu no estúdio WR, no bairro da Graça, em Salvador, com a formação de um grupo de músicos jovens que viria a substituir a banda residente, comandada por Toninho Lacerda (irmão do pianista Carlos Lacerda). O primeiro, da nova leva, a ser contratado foi o baterista Cesinha. Depois dele, o compositor, pianista e arranjador Alfredo Moura, que na época estudava composição e regência na escola de música da Universidade Federal da Bahia, tendo, como professores: Lindembergue Cardoso, Ernst Widmer, Jamary Oliveira, Paulo Costa Lima, entre outros. Luiz Caldas veio em seguida, trazendo o percussionista Tony Mola. Carlinhos Brown foi o último, dessa leva, a entrar, tendo sido submetido a uma audição e sendo aprovado já por Alfredo Moura, na altura o principal arranjador do estúdio.
Essa banda que se formou do encontro de músicos contratados originaria a banda Acordes Verdes, que daria início ao movimento. Os arranjos de Alfredo Moura mostrariam ser fundamentais para o estabelecimento do novo estilo musical, pois encontrou um tipo de linguagem popular e altamente comunicativa que possibilitou a divulgação dessa nova música nas rádios e televisões por todo o Brasil. Nos arranjos, notam-se elementos vindos de diversas culturas musicais e que interagiam de forma homogênea apesar da diversidade da origem. A música tinha características baianas e fazia referências ao passado enquanto se posicionava com o presente.
O movimento adquiriu força e os arranjos e a estética original foram intensamente copiados, evoluindo para novas leituras e estilos, tendo uma durabilidade impressionante em termos de música popular brasileira.
Estava criado, então, um polo criador, um centro musical poderoso, e o estilo, concebido por Alfredo Moura com a ajuda dos músicos da banda Acordes Verdes, principalmente Carlinhos Brown, se tornaria referência para as três gerações vindouras, colocando a música da Bahia num cenário pioneiro, dinâmico, e inovador.
O estilo nasceu com carga pejorativa e sem saber a que servia. Hoje, ainda há polêmica na hora de definir a quais músicas o termo se aplica, mas todos fazem coro num ponto: seu papel foi o de fundar um novo mercado musical.— 
Sob a influência das letras e canções de Bob Marley nos ouvidos, surgiu, no Olodum — sob a batuta do mestre Neguinho do Samba —, um ritmo que misturava reggae e samba duro, num estilo com forte caráter de afirmação da negritude, que fez sucesso em Salvador a partir da década de 1980: o samba-reggae. Posteriormente, artistas como Margareth Menezes , Banda Reflexu's e a Banda Mel aderiram a essa novidade rítmica, com primeiro destaque Faraó (Divindade do Egito), lançando canções que chegavam ao Sudeste em discos na bagagem dos que lá passavam férias, fora da Bahia a carioca Leci Brandão obteve disco de ouro pelo sucesso da música Olodum, Força Divina composição de Tonho Matéria. Em meados da década de 1980, mais precisamente em 1985, Luiz Caldas e Paulinho Camafeu compuseram juntos o primeiro sucesso nacional daquela cena musical de Salvador: "Fricote (Nega do cabelo duro)", gravado por Luiz Caldas. O ritmo era o deboche, criado por Alfredo Moura e Carlinhos Brown. O arranjo inovador e de alta qualidade técnica foi marcante para que a canção (de apenas dois acordes) se tornasse um dos maiores sucessos brasileiros. A canção imediatamente tornou-se um hit e espalhou-se por todo o país, virando um marco para o axé. Com uma introdução épica, onde os teclados simulando metais eram precedidos por uma percussão dançante, a canção traduzia a necessidade de afirmação de uma geração de músicos que não queria ficar no ostracismo causado pela fuga de artistas para o eixo Rio–São Paulo.
Uma nova geração de estrelas aparecia para o Brasil: Banda Reflexu's (do sucesso "Madagascar Olodum" e "Senegal"), Sarajane (do clássico "A Roda"),
Gerônimo com É d'Oxum, Lambada da Delícia (Já é carnaval cidade), Cid Guerreiro com "Ilariê, Chiclete com Banana (que vinha de uma tradição de bandas de baile), banda Cheiro de Amor (com Márcia Freire) e Margareth Menezes (a primeira a engatilhar carreira internacional, com a bênção do líder da banda americana de rock Talking Heads, David Byrne). No início da década de 1990, o Olodum foi convidado pelo cantor e compositor americano Paul Simon para gravar participação no disco The Rhythm of The Saints. Posteriormente, tocou com Michael Jackson no videoclipe da canção "They Don't Care About Us" nas ruas do Pelourinho e teve outras parcerias com artistas internacionais e nacionais, que aumentaram a visibilidade do grupo. A modernidade das guitarras se encontrava com a tradição dos tambores em mistura de alta octanagem.
Aquela nova música baiana avançaria mais ainda na direção do pop em 1992, quando o Araketu resolveu injetar eletrônica nos tambores, e o resultado foi o disco homônimo Araketu, gravado pelo selo inglês independente Seven Gates, e lançado apenas na Europa. No mesmo ano, Daniela Mercury lançaria O Canto da Cidade, e o Brasil se renderia de vez ao axé. Aberta a porta, vieram Asa de Águia, Banda Eva (que nasceu do Bloco Eva e revelou Ivete Sangalo), Banda Mel (que depois assinaria como Bamdamel), Cheiro de Amor (que revelou Alinne Rosa) Ricardo Chaves etc. A explosão comercial do axé passou, no entanto, longe da unanimidade. Dorival Caymmi reprovou suas qualidades artísticas, Caetano Veloso as endossou. Das tentativas de incorporar o repertório das bandas de pop rock, nasceu a marcha-frevo, que transformou sucessos como
"Eva" (Rádio Táxi) e "Toda Menina Baiana" (Gilberto Gil) em mais combustível para a folia.
Enquanto o axé music se fortalecia, alguns nomes buscavam alternativas criativas para a música baiana. O mais significativo deles foi a Timbalada, grupo de percussionistas e vocalistas liderado por Carlinhos Brown (cuja música "Meia Lua Inteira" tinha estourado na voz de Caetano Veloso em 1989), veio com a proposta de resgatar o som dos timbales, que há muito tempo estavam restritos à percussão dos terreiros de candomblé, agregando-os ao ritmo galope. Paralelamente à Timbalada, Brown lançou dois discos solo – Alfagamabetizado (1996) e Omelete Man (1998), arranjados por Alfredo Moura. Com sua incorporação de várias tendências do pop e da MPB à música baiana, Brown obteve grande reconhecimento no exterior. Além disso, ele desenvolveu um trabalho social e cultural de alta relevância entre a população da comunidade carente do Candeal, no bairro de Brotas, em Salvador, com a criação do espaço cultural Candyall Guetho Square, o grupo de percussão Lactomia (para formar uma nova geração de instrumentistas) e a escola de música Pracatum. Enquanto isso, os nomes de sucesso da música baiana multiplicavam-se:  juntaram-se o ex-Beijo Netinho e Gilmelândia, a girl band As Meninas,  Jammil e Uma Noites, Babado Novo depois em solo Claudia Leitte, o cantor Tomate e o enorme sucesso de Ivete Sangalo em carreira solo, recentemente exemplos como Saulo Fernandes, Filhos de Jorge, BaianaSystem são novos destaques.
Em 2017, a revista norte-americana Billboard abriu uma enquete para saber quem é a "Rainha do Carnaval de Salvador" na lista estava as principais cantoras do axé music, Daniela Mercury, Ivete Sangalo, Claudia Leitte e Alinne Rosa.